# Campeonato Europeo de Halterofilia de 2016
El XCV Campeonato Europeo de Halterofilia se celebró en Førde (Noruega) entre el 10 y el 16 de abril de 2016 bajo la organización de la Federación Europea de Halterofilia (EWF) y la Federación Noruega de Halterofilia.
Las competiciones se realizaron en el pabellón Førdehuset de la ciudad noruega.

## Medallistas

### Masculino
1. 1 2 3  Arrancada (kg) + dos tiempos (kg) = total olímpico (kg).

### Femenino
| Evento         | Oro                                         | Plata                                          | Bronce                                              |
| -------------- | ------------------------------------------- | ---------------------------------------------- | --------------------------------------------------- |
| 48 kg (10.04)  | Sibel Özkan Turquía 82 + 100 = 182          | Genny Pagliaro · Italia · 81 + 99 = 180        | Monica Csengeri · Rumania · 83 + 95 = 178           |
| 53 kg (11.04)  | Cristina Iovu · Rumania · 90 + 120 = 210    | Yuliya Paratova · Ucrania · 94 + 108 = 202     | Rebeka Koha Letonia 90 + 108 = 198                  |
| 58 kg (12.04)  | Boyanka Kostova Azerbaiyán 105 + 130 = 235  | Irina Lepșa · Rumania · 88 + 117 = 205         | Joanna Łochowska · Polonia · 90 + 114 = 204         |
| 63 kg (13.04)  | Natalia Jliostkina · Rusia · 99 + 123 = 222 | Diana Ajmetova · Rusia · 100 + 119 = 219       | Giorgia Bordignon · Italia · 99 + 120 = 219         |
| 69 kg (14.04)  | Nazik Avdalian Armenia 105 + 132 = 237      | Daria Pachabut · Bielorrusia · 106 + 130 = 236 | Rebekah Tiler Reino Unido 99 + 123 = 222            |
| 75 kg (15.04)  | Iryna Deja · Ucrania · 115 + 135 = 250      | Gaëlle Nayo-Ketchanke Francia 110 + 132 = 242  | Natalia Prișcepa Moldavia 110 + 130 = 240           |
| +75 kg (16.04) | Anastasiya Hotfrid Georgia 113 + 136 = 249  | Mercy Brown Reino Unido 103 + 127 = 230        | Aleksandra Mierzejewska · Polonia · 102 + 121 = 223 |

1. 1 2 3
2. ↑  Descalificación por dopaje de la medallista de oro, la armenia Hripsime Jurshudian.[4]

## Medallero
| Núm. | País        | Oro | Plata | Bronce | Total |
| ---- | ----------- | --- | ----- | ------ | ----- |
| 1    | Turquía     | 3   | 0     | 0      | 3     |
| 2    | Armenia     | 2   | 2     | 1      | 5     |
| 3    | Ucrania     | 2   | 1     | 0      | 3     |
| 4    | Georgia     | 2   | 0     | 0      | 2     |
| 5    | Rusia       | 1   | 3     | 1      | 5     |
| 6    | Rumania     | 1   | 2     | 4      | 7     |
| 7    | Polonia     | 1   | 1     | 2      | 4     |
| 8    | Italia      | 1   | 1     | 1      | 3     |
| 9    | Letonia     | 1   | 0     | 1      | 2     |
| 10   | Azerbaiyán  | 1   | 0     | 0      | 1     |
| 11   | España      | 0   | 1     | 1      | 2     |
| 11   | Reino Unido | 0   | 1     | 1      | 2     |
| 13   | Bielorrusia | 0   | 1     | 0      | 1     |
| 13   | Francia     | 0   | 1     | 0      | 1     |
| 13   | Lituania    | 0   | 1     | 0      | 1     |
| 16   | Bulgaria    | 0   | 0     | 1      | 1     |
| 16   | Estonia     | 0   | 0     | 1      | 1     |
| 16   | Moldavia    | 0   | 0     | 1      | 1     |
|      | TOTAL       | 15  | 15    | 15     | 45    |